# Shovel Knight Showdown
Shovel Knight Showdown est un jeu vidéo de combat de 2019 développé et publié par Yacht Club Games. Il s'agit d'une extension du jeu de plates-formes Shovel Knight (2014). Les joueurs s'affrontent en utilisant un combattant parmi une liste de vingt personnages, chacun ayant des jeux de mouvements et des styles de combat variés. Le jeu propose plusieurs modes, tels que « Treasure Clash », où les joueurs s'affrontent pour collecter le plus de gemmes, jusqu'à un match à mort. Dans le mode histoire, un joueur seul affronte des adversaires contrôlés par l'IA sur plusieurs niveaux avant d'affronter un boss. En terminant ce mode avec chaque combattant, le joueur peut débloquer de nouveaux niveaux et de nouveaux personnages.
Yacht Club Games a d'abord conçu Showdown comme un mini-jeu similaire aux modes de Super Mario Bros. 3 (1988) et de Mega Man 7 (1995). Cependant, les développeurs ont progressivement élaboré un titre plus vaste qu'ils ont comparé à un jeu d'ambiance. Showdown est sorti sur Microsoft Windows, macOS, Linux, PlayStation 3, PlayStation 4, Nintendo Switch, Xbox One et Wii U le 10 décembre 2019. Il est lancé en même temps que la campagne de contenu téléchargeable King of Cards pour Shovel Knight. Le jeu reçoit des critiques moyennes à sa sortie, avec des éloges sur les personnages et le jeu multijoueur. Le mode solo rencontre un accueil négatif, de nombreux avis dénonçant l'équilibrage du jeu.

## Système de jeu
Shovel Knight Showdown est un jeu de combat,. Les joueurs s'affrontent en utilisant un combattant parmi les vingt personnages différents de la franchise Shovel Knight, qui possèdent tous leurs propres mouvements et styles de combat. Chaque combattant dispose d'une attaque de base et d'une attaque spéciale, d'une technique de mouvement et de la capacité de parer,. Les personnages jouables vont de Shovel Knight, qui attaque avec une pelle ou une baguette magique, à Specter Knight, un personnage rapide qui peut sauter sur les murs, en passant par Plague Knight, qui lance des bombes explosives,.
Un à quatre joueurs peuvent s'affronter dans plusieurs modes de jeu. Il s'agit notamment d'un mode match à mort, dans lequel le vainqueur est déterminé par la victoire sur tous les autres joueurs, ou d'un mode coopératif dans lequel les joueurs s'associent pour affronter des adversaires contrôlés par l'IA. Un mode appelé « Treasure Clash » consiste à collecter le plus rapidement possible les pierres précieuses qui apparaissent dans le niveau, tout en s'emparant des joyaux des autres joueurs en les tuant. Pendant les combats, divers items apparaissent par intermittence dans le niveau, et leur collecte produit un effet utile. Par exemple, un objet peut être de la nourriture qui restaure la santé, ou un aimant qui peut être utilisé pour repousser les autres joueurs,. Chaque niveau peut être modifiée à l'aide d'un ensemble de modificateurs qui permettent d'obtenir différents effets et scénarios de combat, comme un modificateur qui empêche les objets d'apparaître, ou un autre qui fait tomber des bombes de façon aléatoire autour du niveau. Un mode spécial appelé « Chester's Choice » permet au joueur de définir ces modificateurs de manière aléatoire, ce qui donne lieu à des batailles distinctes avec différentes combinaisons d'étapes, d'objets, d'équipes et d'autres caractéristiques.
Showdown propose un mode histoire solo. L'histoire se déroule après celle de Shovel Knight: Specter of Torment, l'intrigue du mode raconte comment les amis de Specter Knight tentent de vaincre l'Enchanteresse en l'emprisonnant dans un miroir magique. Ce faisant, ils créent accidentellement des clones hostiles de chacun des chevaliers que le joueur doit vaincre. Dans ce cadre, les joueurs se battent à travers des niveaux et des adversaires propres au personnage choisi, bien que chaque variante du mode histoire se termine par un combat de boss en deux phases contre le miroir,. Un mini-jeu spécial doit être complété pour progresser dans la campagne ; il demande au joueur de briser plusieurs cibles mobiles pour atteindre un score donné. Le mode histoire propose trois niveaux de difficulté et le fait de terminer le mode pour chaque personnage permet au joueur de débloquer de nouveaux combattants et de nouveaux niveaux.

## Développement et diffusion
Dans le cadre de la campagne de financement participatif pour Shovel Knight sur Kickstarter, Yacht Club Games a listé plusieurs stretch goals, des fonctionnalités supplémentaires pour le jeu ajoutées lorsque le financement atteint un certain objectif. L'un de ces objectifs était l'ajout d'un mode de combat à quatre joueurs, qui deviendrait par la suite Shovel Knight Showdown,. Showdown est la première tentative de Yacht Club Games de créer une expérience multijoueur. À l'origine, les développeurs ont voulu que Showdown soit un mini-jeu similaire aux modes de jeu de Mega Man 7 (1995) et de Super Mario Bros. 3 (1988),, mais l'équipe l'a progressivement rendu plus ambitieux. Ils ont décrit le produit final comme étant similaire à un jeu d'ambiance, mais plus étendu et compliqué, le comparant à un jeu Super Smash Bros..
L'équipe a souhaité créer de la variété entre les combats, et a décidé de créer le « Chester's Choice » pour compléter les modes match à mort et « Treasure Clash ». Les développeurs ont créé ce mode après avoir constaté que les modificateurs étaient trop difficiles à parcourir dans un menu. L'équipe a essayé de simplifier ces menus et options, mais a constaté qu'ils étaient toujours trop nombreux pour être gérés. « Chester's Choice » a été conçu comme un moyen pour les joueurs d'éviter de passer beaucoup de temps à choisir ces modificateurs. Ils se sont inspirés des jeux Mario Party, où le jeu détermine automatiquement chacun de ses paramètres. Yacht Club Games a d'abord intitulé ce mode « Roulette », mais l'a finalement renommé d'après Chester, un personnage de la franchise qui joue le rôle de marchand. Shovel Knight Showdown a été retardé par rapport à sa date de sortie prévue, le 9 avril 2019, afin que les développeurs puissent le peaufiner. Le jeu a été lancé en même temps que la campagne de contenu téléchargeable Shovel Knight: King of Cards (en) le 10 décembre 2019 pour  Microsoft Windows, macOS, Linux, PlayStation 4, Nintendo Switch, Xbox One et Wii U,,.

## Accueil
Selon le site agrégateur de critiques Metacritic, Showdown reçoit des « critiques généralement favorables » pour sa version Nintendo Switch, et des « critiques mitigées à moyennes » pour ses versions PC. Le jeu a un taux d'approbation de 36 % sur OpenCritic. Certains critiques ont déclaré que Showdown manquait d'identité en tant que jeu indépendant,. Le Nintendo World Report trouve que le jeu est amusant lorsqu'il est joué sur de courtes périodes, mais qu'il devient répétitif à la longue. GameRevolution l'estime globalement inférieur au reste de la franchise Shovel Knight en raison de sa dépendance au multijoueur. Dans une critique plus positive, VG247 déclare que Showdown n'est pas aussi reconnaissable que les autres Shovel Knight, mais qu'il s'agissait de l'un des meilleurs jeux de fête de 2019.
Les critiques considèrent Showdown comme un jeu multijoueur performant. VG247 estime qu'il plaira à ceux qui n'ont jamais connu la franchise et qu'il attirera de nouveaux joueurs grâce à son gameplay chaotique. Nintendo Life note la rapidité des parties et déclare qu'il est facile de mettre en place et d'enseigner les mécanismes aux joueurs. GameRevolution rapporte que les modes contribuent à rendre le jeu chaotique et amusant, tandis que El Español a trouvé les combats trop intenses et désordonnés pour être divertissants. D'autres évaluateurs ont critiqué le support multijoueur en ligne, jugé trop limité,.
Les personnages jouables sont bien accueillis,,. Nintendo Life estime que leur jeu de mouvements est unique et que l'inclusion de personnages de boss des jeux précédents est un bon fan service. Le Nintendo World Report qualifie la plupart des personnages de bien conçus et exploités. VG247 estime que le jeu se distingue du jeu de combat indépendant TowerFall par ses options de personnages. Game Informer trouve les personnages faciles à apprendre et amusants, mais manquant de profondeur en raison de leur simplicité. D'autres critiques ont estimé que certains personnages étaient déséquilibrés,. Nintendo World Report déclare que les petits combattants semble désavantagés, tandis que GameRevolution a cité Shovel Knight comme un combattant faible par rapport aux autres. El Español critique les personnages pour leur jeu de mouvements simpliste et leur manque de profondeur et d'équilibre.
Le mode histoire est mal accueilli. VG247 estime que le jeu en solo est inférieur au jeu en multijoueur de par sa conception, mais déclare que sa narration pourrait apiser les fans de la franchise. De nombreux critiques indiquent que la difficulté est mal équilibrée,,. D'autres estiment que les adversaires contrôlés par l'IA sont trop faciles,, et GameRevolution ajoute que les mini-jeux de la campagne sont frustrants à terminer. Game Informer trouve le mode histoire répétitif et déclare qu'il dissuaderait les joueurs de le terminer pour débloquer de nouveaux personnages et de nouveaux niveaux. Quelques critiques ont mis en lumière le combat de boss,, GameRevolution écrivant qu'il rappelle les jeux précédents de Shovel Knight et qu'il « répond à toutes les attentes de la série ».